# Tetratoma truncorum
Tetratoma truncorum is een keversoort uit de familie winterkevers (Tetratomidae). De wetenschappelijke naam van de soort werd in 1866 gepubliceerd door John Lawrence LeConte.